# Oliver Leese
Generalløjtnant Sir Oliver William Hargreaves Leese, 3rd Baronet KCB, CBE, DSO (født 27. oktober 1884, død 22. januar 1978) var en britisk general under 2. Verdenskrig.

## Tidlige år
Leese gik på Ludgrove School og Eton College. I starten af 1. Verdenskrig gik han ind i hæren, og blev udnævnt til officer i Coldstream Guards den 15. maj 1915. Leese blev såret tre gange under slaget ved Somme i 1916, blev nævnt i depecher og tildelt DSO. Begrundelsen for hans DSO blev bragt i London Gazette i november 1916 og lød:
| Citat | For fremragende tapperhed i kamp. Han ledede angrebet mod en stærkt forsvaret del af fjendens linje, som bremsede hele angrebet. Han tog sig personligt af mange af fjenderne, og muliggjorde at angrebet kunne fortsætte. Han blev såret under kampen. | Citat |
|       | |       |

Efter krigen blev han i hæren og blev forfremmet til kaptajn i 1921. Han gik på Staff College, Camberley fra 1927 til 1928. I november 1929 blev han udnævnt til major i 1. infanteri brigade (Garden) og blev formelt forfremmet nogle dage senere. Han blev forfremmet til midlertidig oberstløjtnant i juli 1933.
Fra 1932 til 1938 beklædte Leese en række stabsjob og blev forfremmet til oberstløjtnant i december 1936, midlertidig oberst i september 1938 og oberst i oktober 1938. I september 1938 blev han forflyttet til Indien for at være en GSO1 instruktør på Staff College, Quetta.

## 2. Verdenskrig
Leese vendte tilbage til Storbritannien fra Indien i marts 1940. Det var planen, at han skulle lede en brigade i Norge, men med den tyske invasion i Vesteuropa i maj blev han sendt til Lord Gorts hovedkvarter som vicestabschef for British Expeditionary Force. Han blev evakueret fra Dunkerque sammen med Gort den 31. maj
Da han kom tilbage til Storbritannien fik Leese ordre til at danne og træne en stor brigadegruppe – 29. infanteribrigade. I december 1940 blev han forfremmet til fungerende brigadegeneral og fik kommandoen over West Sussex County Division, som 29. Brigade var en del af. En måned senere blev han flyttet til 15. skotske division som dens chef. Hans rang blev opgraderet til midlertidig generalmajor i november og blev gjort permanent i december. I juni 1941 fik han kommandoen over den britiske pansrede garde division, under dens formering og optræning.
I september 1942 blev han efter anmodning fra lederen af 8. Arme, Bernard Montgomery, sendt til Nordafrika for som fungerende generalløjtnant at overtage kommandoen af 30. Korps Montgomery havde fået et positivt indtryk af Leese da han havde været hans elev på Staff College i 1927 og 1928 og hans arbejde på hovedkvarteret i Frankrig havde også efterladt et godt indtryk.
Leese førte korpset i resten af felttoget, som endte med aksestyrkernes overgivelse i maj 1943 i Tunesien. Han blev omtalt i depecher for sin indsats i Nordafrika.
Korpset deltog derefter i den allierede invasion af Sicilien i juli 1943 inden det returnerede til Storbritannien efter erobringen af Sicilien, som blev afsluttet i august, for at forberede sig på den planlagte invasion af Nordvesteuropa. Leese blev forfremmet til midlertidig generalløjtnant i september.
Den 24. december 1943 fik Leese imidlertid et telegram, som beordrede ham til Italien for at overtage ledelsen af 8. arme efter Bernard Montgomery, som var blevet kaldt tilbage til Storbritannien for at forberede invasionen i Normandiet. Leese førte den 8. arme i det 4. og sidste slag om Monte Cassino i maj 1944 (da hovedparten af hæren i hemmelighed blev flyttet fra adriaterhavskysten til Cassino for at gennemføre et koordineret angreb sammen med den amerikanske 5. arme). Han havde også kommandoen under Operation Olive, angrebet på Gotenstellung senere i 1944. Hans rang som generalløjtnant blev gjort permanent i juli 1944.
I september 1944 blev han udpeget til at efterfølge George Giffard som leder af 11. armegruppe og overtog posten i november. I mellemtiden var styrken blev omdøbt til Allied Land Forces, South-East Asia. Han anså den eksisterende kommandostruktur for at være ineffektiv og gik i gang med at tilføje tidligere medlemmer af sin stab i 8. arme. De to stabes metoder var temmelig forskellige og de nye blev mødt med fortørnelse.
Leeses operationsområde omfattede tre adskilte grupper: Det nordlige kampområde under den amerikanske generalløjtnant Dan Sultan, 14. britiske arme under generalløjtnant William Slim i det centrale Burma og endelig længere mod syd i Arakan var der 15. indiske Korps under generalløjtnant Philip Christison. I slutningen af året udkæmpede han en vellykket kampagne, som førte til erobringen af Rangoon ved en amfibielandgang i Operation Dracula i begyndelsen af maj 1945.
Slim havde omformet 14. arme til en effektiv militær styrke, og havde ledet en særdeles vellykket kampagne fra undsætningen af Imphal til generobringen af Rangoon og ved i praksis at have nedkæmpet de japanske styrker i Burma. Leese havde fået opfattelse af at Slim var meget træt (han havde bedt om orlov når Rangoon var erobret) og foreslog den øverstkommanderende i Sydøstasien, Louis Mountbatten og chefen for imperiegeneralstaben, Alan Brooke, at han skulle udskiftes med Philip Christison (som havde erfaring med amfibielandsætninger, og derfor ville være velegnet til at lede hæren ved de planlagte landgange på Malayahalvøen), og overtage 12. arme, som havde den knap så udfordrende opgave med at rense Burma for resterende japanere. Leese misfortolkede reaktionerne fra Brooke og Mountbatten og efter at have mødt Slim for at diskutere forslagene havde han fået opfattelsen af at Slim var enig. Rent faktisk reagerede Slim med at fortælle sin stab, at han var blevet fyret og skrev til Leese og Claude Auchinleck, den øverstkommanderende i Indien, at han ikke ville overtage den nye post og ville træde ud af hæren i protest.
Da nyheden blev kendt i 14. arme kom det omtrent til mytteri, og officererne truede i stort tal med at indgive deres opsigelser.
Leese blev tvunget til at genindsætte Slim, da Louis Mountbatten, selv om han havde godkendt de oprindelige forslag, nu afviste at støtte ham. Mountbatten gik derefter til Alan Brooke (som altid havde tvivlet på at Leese var den rette for jobbet) og de enedes om at Leese skulle fjernes. Han blev efterfulgt af Slim.
Leese havde opnået succes med 8. arme i Nordafrika og Italien, så det var ikke evner han manglede. Det han manglede på sin post i Sydøstasien var kendskabet til hvordan det derværende militære miljø fungerede, kendskab til de involverede personer og han manglede evnen til at omforme den eksisterende stab til en anden lederstil og administration mens han samtidig forenede fjendtligt indstillede stabe til en forenet organisation.

## Efter krigen
Ingen af hovedrolleindehavernes handlinger i affæren om Slim tager sig godt ud, når man betragter dem efterfølgende. I Churchill's Lions antyder Richard Mead at Leese var naiv, Slim pirrelig og Mountbatten lusket. Det var imidlertid Leeses karriere det kom til at gå ud på, og han vedte tilbage til Storbritannien for at blive øverstkommanderende for Easterne Command, et betydeligt skridt nedad efter at have været kun en af tre armegruppe ledere i den britiske hær. Hans forfremmelse til general menes at være blevet bremset af Mountbatten og han trak sig tilbage fra hæren i januar 1947 og blev en kendt gartner og skrev bøger om kaktus.